# Virtual unbundled local access
Als Virtual Unbundled Local Access (deutsch: virtuell entbündeltes lokales Zugangsprodukt), kurz VULA, wird in der Regulierung des Telekommunikationsmarktes ein nicht physisch entbündeltes Zugangsprodukt zu einem Teil einer Telekommunikationsinfrastruktur bezeichnet.

## Unterscheidung
Im Gegensatz zu einem physisch entbündelten Zugangsprodukt, wie bspw. einem (von einem herkömmlichen Telefonanschluss) entbündelten DSL-Anschluss, bzw. einer entbündelten Teilnehmeranschlussleitung (TAL), kann bei einem virtuell entbündelten lokalen Zugangsprodukt ein spezifischer Teil der Infrastruktur aufgrund von technischen oder wirtschaftlichen Gesichtspunkten nicht oder nur durch einen unzumutbaren Aufwand physisch entbündelt werden. Daher wird in einem solchen Fall auf ein virtuell entbündeltes Produkt zurückgegriffen, welches regulatorisch i. d. R. einem physisch entbündeltem Produkt so nahe wie möglich kommen muss.
Ein VULA-Vorleistungsprodukt kommt aufgrund seiner Eigenschaften (nicht alle Möglichkeiten eines vollständig entbündeltem Produktes stehen zur Verfügung) einem Bitstromzugang nahe.

## Kritik
Besonders in Deutschland wurde ein virtuell entbündeltes lokales Zugangsprodukt kontrovers im Rahmen der Einführung von VDSL2 Vectoring diskutiert. Vor allem die Wettbewerber des ehemaligen Staatsunternehmens Deutsche Telekom AG traten dieser Möglichkeit eines Vorleistungsproduktes skeptisch gegenüber, da diese hierbei nicht mehr alle Möglichkeiten der eigenen Produktgestaltung haben würden, wie es bei einer vollständig entbündelten Teilnehmeranschlussleitung der Fall ist.